# National Dairy Goat Awareness Week
La National Dairy Goat Awareness Week è un evento annuale negli Stati Uniti dedicato a promuovere la consapevolezza sulle capre da latte. Dal 1988, quando il Congresso degli Stati Uniti ha ufficialmente riconosciuto questa settimana, si tiene ogni anno dal secondo al terzo sabato di giugno. Durante le celebrazioni locali, vengono organizzate attività come dimostrazioni di mungitura, rifilatura degli zoccoli e percorsi a ostacoli per le capre.

## Nascita
La National Dairy Goat Awareness Week è stata celebrata per la prima volta nel 1986, quando il Ministro dell'Agricoltura degli Stati Uniti, Richard Edmund Lyng, ha accettato un dono di sei caprette offerto dall'American Dairy Goat Association.

## Legislazione
Nel 1987, il senatore della Carolina del Nord, Jesse Helms, ha presentato una risoluzione per istituire una settimana nel mese di giugno "al fine di istruire la popolazione americana sul potenziale delle capre da latte e dei loro prodotti". Questa proposta è stata co-sponsorizzata dai senatori Bob Dole del Kansas e Patrick Leahy del Vermont. Il 19 giugno, il presidente Ronald Reagan ha emesso la proclamazione 5669, istituendo definitivamente la National Dairy Goat Awareness Week. Il Presidente ha elogiato le capre da latte per il loro legame con la storia americana e la loro capacità di prosperare in ambienti difficili.
Nel 1988, il Congresso degli Stati Uniti approvò la Risoluzione congiunta 423 della Camera, chiedendo al Presidente di emanare un proclama che designasse il periodo tra il secondo e il terzo sabato di giugno come la National Dairy Goat Awareness Week. In risposta, il Presidente Reagan emise la Proclamazione 5834, lodando la capacità delle capre da latte di convertire efficacemente "un'ampia varietà di vegetali in latte e carne nutrienti". Egli incoraggiò anche la partecipazione a questa festa attraverso la promozione di "programmi, cerimonie e attività appropriate" durante questa festività.
Nel 1990, il governatore James Blanchard ha introdotto la Dairy Goat Awareness Week anche nel Michigan, questo per onorare le 200 mandrie di capre registrate nel suo stato e tutti i loro proprietari.